# Банкет (Техас)
Банкет (англ. Banquete) — переписна місцевість (CDP) в США, в окрузі Нюесес штату Техас. Населення — 745 осіб (2020).

## Географія
Банкет розташований за координатами 27°48′0″ пн. ш. 97°47′46″ зх. д. / 27.80000° пн. ш. 97.79611° зх. д. (27.800017, -97.796112).  За даними Бюро перепису населення США в 2010 році переписна місцевість мала площу 6,09 км², з яких 6,08 км² — суходіл та 0,01 км² — водойми.

## Демографія
Згідно з переписом 2010 року, у переписній місцевості мешкало 726 осіб у 231 домогосподарстві у складі 193 родин. Густота населення становила 119 осіб/км².  Було 266 помешкань (44/км²).
Расовий склад населення:
| - 91,5 % — білих - 0,8 % — корінних американців - 7,0 % — осіб інших рас |

До двох чи більше рас належало 0,7 %. Частка іспаномовних становила 92,7 % від усіх жителів.
За віковим діапазоном населення розподілялося таким чином: 28,5 % — особи молодші 18 років, 58,3 % — особи у віці 18—64 років, 13,2 % — особи у віці 65 років та старші. Медіана віку мешканця становила 38,0 року. На 100 осіб жіночої статі у переписній місцевості припадало 89,1 чоловіків;  на 100 жінок у віці від 18 років та старших — 89,4 чоловіків також старших 18 років.
Середній дохід на одне домашнє господарство  становив 45 760 доларів США (медіана — 36 790), а середній дохід на одну сім'ю — 47 674 долари (медіана — 38 083). За межею бідності перебувало 17,1 % осіб, у тому числі 30,7 % дітей у віці до 18 років та 35,2 % осіб у віці 65 років та старших.
Цивільне працевлаштоване населення становило 250 осіб. Основні галузі зайнятості: будівництво — 19,6 %, освіта, охорона здоров'я та соціальна допомога — 16,0 %, сільське господарство, лісництво, риболовля — 15,6 %.